# Atropellis piniphila
Atropellis piniphila är en svampart som först beskrevs av Weir, och fick sitt nu gällande namn av M.L. Lohman & E.K. Cash 1940. Atropellis piniphila ingår i släktet Atropellis och familjen Dermateaceae.   Inga underarter finns listade i Catalogue of Life.